# Mirko Topić
Mirko Topić (Novi Sad, 5 de febrero de 2001) es un futbolista serbio que juega en la demarcación de centrocampista para el Norwich City F. C. de la EFL Championship.

## Selección nacional
Tras jugar con varias categorías inferiores de la selección, finalmente hizo su debut con la selección de fútbol de Serbia en un partido amistoso contra Estados Unidos que finalizó con un resultado de 1-2 a favor del combinado serbio tras los goles de Luka Ilić y Veljko Simić para Serbia, y de Brandon Vazquez para el conjunto estadounidense.

## Clubes
| Club               | País       | Año       | Partidos | Goles |
| ------------------ | ---------- | --------- | -------- | ----- |
| F. K. Vojvodina    | Serbia     | 2019-2023 | 113      | 4     |
| F. C. Famalicão    | Portugal   | 2023-2025 | 69       | 1     |
| Norwich City F. C. | Inglaterra | 2025-     |          |       |